# Benarty House
Benarty House, ehemals East Blair, ist ein Herrenhaus nahe der schottischen Ortschaft Kelty in der Council Area Fife. 1972 wurde das Bauwerk als Einzeldenkmal in die schottischen Denkmallisten in der höchsten Denkmalkategorie A aufgenommen. Des Weiteren ist der zugehörige Gutshof separat als Kategorie-A-Bauwerk klassifiziert.

## Beschreibung
Das klassizistische Benarty House wurde im früheren 19. Jahrhundert errichtet. Es ist Sitz der Familie Briggs-Constable. Es steht isoliert auf einem weitläufigen Anwesen jeweils rund 1,6 km nordöstlich von Kelty und südwestlich von Ballingry. Die nordostexponierte Hauptfassade des zweistöckigen Corps de Logis ist drei Achsen weit. Mittig tritt ein ionischer Portikus mit bekrönendem Dreiecksgiebel heraus. Zu beiden Seiten ziehen sich einstöckige Pavillons entlang der Seitenfassaden, die über kurze Blendmauern mit dem Corps de Logis in Verbindung stehen. Die Gebäudekanten sind mit rustizierten Ecksteinen gestaltet. Das abschließende Plattformdach, beziehungsweise die Walmdächer der Pavillons, ist mit Schiefer eingedeckt.

## Gutshof
An der Hauptzufahrt rund 100 m nördlich von Baenarty House befindet sich der Gutshof. Er wurde um 1840 errichtet. Ein Sturz, welcher die Jahreszahl 1632 ausweist, stammt ursprünglich nicht von diesem Gebäude. Vier längliche Gebäude umschließen allseitig einen Innenhof. Das zweistöckige Gebäude an der Ostseite steht hierbei separat, während die einstöckigen Gebäude einen U-förmigen Grundriss ausbilden. An der westexponierten Hauptfassade tritt ein flacher Mittelrisalit mit einem Torbogen leicht aus der Fassade heraus, durch den der Innenhof zugänglich ist. Hinter dem darüberliegenden Dreiecksgiebel befindet sich ein Taubenhaus. An der Nordseite ist ein runder Pferdegöpel vorgelagert.